# رودلف برغر
رودلف برغر (بالألمانية: Rudolf Burger)‏ هو فيلسوف نمساوي، ولد في 8 ديسمبر 1938 في فيينا في النمسا.